# Patareni
Patareni — панк-рок/грайндкор группа из Хорватии (бывшей Югославии). Одна из первых грайндкор групп, существует по сей день.

## История
Группа была сформирована в начале 80-х годов, Dejan Podobnik-барабанщик, Haš-вокалист, Hađo, Hrvoje Jagarinec, Pero,Vuksaи Žobo решили создать свою Grindcore группу . Однако, участники коллектива стали разыскиваемы, из-за своих агрессивных посылов в текстах, т. к. в те времена их музыка считалась «ужасной». Незаконно играя и давая концерты, группа сумела добиться культового статуса в андеграундной среде.
Коллектив взял за основу своей музыки хардкор, увеличив скорость исполнения и добавив бласт-биты, а также немного утяжелив общее звучание. Коллектив известен гроулингом вокалиста.

## Дискография

### Демо
- Demo #1 (26-6-86)

### Альбомы
- Split with BUKA — Odave nas Nitko Nemre Sterat
- The Hammer Inside
- Never Healed
- Nezadovoljstvo Je Energija
- Tko Ne Pamti Iznova Prozivljava
- Сплит с BUKA — Debilana Sessions (127 песен)

### Синглы и EP-альбомы
- Сплит с BUKA — Untalented After All These Seconds
- Сплит с ATTA (Швейцария) — Deadland Massacre
- Сплит с U.B.R (Словения) — Back From The Dead
- Сплит с STRES D.A. (Словения) — Made in Balkan
- Сплит с BUKA — Live in New Pingvinovo
- Сплит с Anal Cunt (USA) — Good-bye The Legends
- Сплит с T.M.P — Debilana Sessions
- Сплит с Extreme Noise Terror (U.K) — The Split Noiz EP
- Worth Mentioning
- Сплит с BUKA & Starakoka Masnajuha (Италия)
- Сплит с Anal Cunt (USA) — I.R.C or No Reply
- Сплит с Cripple Bastards (Италия)
- Сплит с BUKA — Stop The War and Bring The Noiz
- Bob Dylan is Dead
- Сплит с BUKA — Vec 15 Godina Fax Se Ne Zavrsava (Промо)
- Corrosion of Humanity

### LP-альбомы
- Сплит с Debilana — Mi Smo Djeca Debilane 10
- Сплит с BUKA — Empathy With Them — It’s a Mockery
- Сплит с BUKA — Za Osobne Potrebe Odjebi
- Сплит с BUKA — Mi Smo Zausteni Decki
- Сплит с Cripple Bastards (Италия) 10
- Obrade (Tribute LP)
- Сплит с U.B.R (Словения)